# CSB 2015
Tàu Cảnh sát biển 2015 (CSB 2015) thuộc biên chế của Hải đội 202, Vùng 2 Cảnh sát biển Việt Nam, Cảnh sát biển Việt Nam. Đóng tại Triệu Phong, Quảng Trị.
Tàu có chiều dài 47,75 m, rộng 7,1 m, chiều cao mạn 4,3 m, mớn nước đầy tải 2,12 m; lượng giãn nước đầy tải 280 tấn; công suất máy chính 2.690KW x 02 máy; tốc độ lớn nhất 22,3 hải lý/giờ.